# Джуди Баер
Джуди Баер (на английски: Judy Baer) е плодовита американска писателка на произведения в жанра съвременен, исторически и вдъхновяващ любовен роман с християнска насоченост. Писала е и под псевдонима Джуди Кей (на английски: Judy Kaye).

## Биография и творчество
Джуди Баер е родена на 18 януари 1951 г. във ферма в Северна Дакота, САЩ. Като единствено дете е самотна и става запалена читателка. От гимназията мечтае да бъде писателка. Завършва през 1973 г. колежа Конкордия в Мурхед, Минесота, с магистърска степен по специалност английска филология и с бакалавърска степен по богословие.
След раждането първата си дъщеря, по време на майчинството си, започва да пише романи. Първият ѝ роман „Girl Inside“ (Момиче отвътре) е издаден през 1984 г. Той получава награда от Асоциацията на писателните на любовни романи за най-добър първи роман.
Поредицата ѝ „Мечти на река Сидър“ от края на 80-те и началото на 90-те става бестселър с над 1 милион екземпляра.
През 2008 г. завършва допълнително обучение като треньор в областта на писането, коучинга и духовността, и писането на вдъхновяващ чиклит. Преподава творческо писане на начинаещи амбициозни писатели. Тя е и преподавателски съветник в катедрата за човешко развитие в университета „Сейнт Мери“ в Минеаполис, Минесота.
Джуди Баер живее със семейството си в Елк Ривър.

## Произведения

### Самостоятелни романи
- Girl Inside (1984)
- Dakota Dream (1986)
- My Mutant Stepbrothers (1990)
- Camp Pinetree Pals (1991)
- Be My Neat-Heart (2006)
- Mirror, Mirror (2007)
- Sleeping Beauty (2007)
- The Cinderella List (2010)
- Mending Her Heart (2011)
- The Bachelor Boss (2012)

### Серия „Мечти на река Сидър“ (Cedar River Daydreams)
1. New Girl in Town (1988)
2. Trouble with Capital T (1988)
3. Jennifer's Secret (1989)
4. Journey to Nowhere (1989)
5. Broken Promises (1989)
6. The Intruder (1989)
7. Silent Tears No More (1989)
8. Fill My Empty Heart (1990)
9. Yesterday's Dream (1990)
10. Tomorrow's Promise (1990)
11. Something Old, Something New (1991)
12. Vanishing Star (1991)
13. No Turning Back (1991)
14. Second Chance (1991)
15. Lost and Found (1992)
16. Unheard Voices (1992)
17. Lonely Girl (1992)
18. More Than Friends (1992)
19. Never Too Late (1993)
20. The Discovery (1993)
21. A Special Kind of Love (1993)
22. Three's a Crowd (1994)
23. Silent Thief (1995)
24. The Suspect (1996)
25. Heartless Hero (1997)
26. Worlds Apart (1997)
27. Never Look Back (1997)
28. Forever Friends (1999)

### Серия „На живо! от Брентууд Хай“ (Live! from Brentwood High)
1. Risky Assignment (1994)
2. Price of Silence (1994)
3. Double Danger (1994)
4. Sarah's Dilemma (1995)
5. Undercover Artists (1996)
6. Faded Dream (1996)

### Серия „Историята на Джени“ (Jenny's Story)
1. Jenny's Story (2000)
2. Libby's Story (2001)
3. Tia's Story (2001)

### Серия „Хрониките на Уитни“ (Whitney Chronicles)
1. The Whitney Chronicles (2004)
2. The Baby Chronicles (2007)
3. Oh, Baby! (2008)

### Серия „Завинаги Хилтоп“ (Forever Hilltop)
1. An Unlikely Blessing (2010)
2. Surprising Grace (2012)

### Участие в общи серии с други писатели
- Love's Perfect Image (1984) – в серията „Serenade/Serenata“ (№9.)
- Tender Adversary (1985) – в серията „Serenade/Serenata“ (№18.)
- Shadows Along the Ice (1985) – в серията „Serenade/Serenata“ (№28.)
- Moonglow (1987) – в серията „Serenade/Serenata“ (№43.)
- Adrienne (1987) – в серията „Springflower“ (№1.)
- Bid for My Heart (1987) – в серията „Everlasting Love“ (№1.)
- Riddles of Love (1988) – в серията „Sweet Dreams“ (№148.)
- My Perfect Valentine (1990) – в серията „Sweet Dreams“ (№161.)
- Working At Love (1989) – в серията „Sweet Dreams“ (№167.)
- Country Bride (1988) – в серията „Bride and Groom“ (№3.)
- Paige (1990) – в серията „SpringSong“ (№8.)
- Pamela (1996) – в серията „SpringSong“ (№19.)
- Almost a Father (1998) – с Памела Бауер, в серията „Kids and Kisses“
- Make-believe Mother (1998) – с Памела Бауер, в серията „Kids and Kisses“
- Taming the Boss (2000) – с Памела Бауер, в серията „Marrying the Boss“
- Recipes and Wooden Spoons (2003) – в серията „Tales from Grace Chapel Inn“ (№3.)
- Slices of Life (2004) – в серията „Tales from Grace Chapel Inn“(№ 8.)
- Tempest in a Teapot (2005) – в серията „Tales from Grace Chapel Inn“ (№17.)
- The Way We Were (2008) – в серията „Tales from Grace Chapel Inn“(№42.)
- The Whitney Chronicles (2004) – в серията „Life, Faith & Getting It Right“ (№1.)
- Million Dollar Dilemma (2005) – в серията „Steeple Hill Cafe“
- Norah's Ark (2006) – в серията „Steeple Hill Cafe“
- Love Finds You in Frost, Minnesota (2013) – в серията „Love Finds You“

### Документалистика
- Dear Judy, What's It Like at Your House? (1992)
- Dear Judy, Did You Ever Like a Boy (1993)

### Като Джуди Кей

#### Самостоятелни романи
- Letters of Love (1989)
- Ariana's Magic (1992)
Магията на Ариана, изд.: „Арлекин България“, София (1993), прев. Мария Енева
- A Wife for Christmas (1996) – с Памела Бауер